# Chrysophanol
| classe image = skin-invert-image
Le chrysophanol, également connu sous le nom d' acide chrysophanique, est un isolat fongique et une anthraquinone naturelle. Il s'agit d'une chrysazine de la famille des anthraquinones dont la position C-3 porte un substituant méthyle.
Il est couramment utilisé en médecine chinoise  et des études ont été menées sur ses effets. Elles ont montré qu'il avait notamment des effets anticancéreux, antioxydant, neuroprotecteur, antibactérien, antiviral, et régulateur du taux de lipides sanguin. Néanmoins, ces nombreux effets positifs sont contrebalancés par des effets hépatotoxiques et néphrotoxiques.

## Histoire
Le chrysophanol a été isolé pour la première fois à partir de Rheum rhabarbarum, une plante appartenant à la famille des Polygonacées. Depuis, on a découvert qu'il était présent dans de nombreuses autres plantes, notamment chez certaines Liliaceae, Meliaceae, Asphodelaceae et Fabaceae. En 2019, il a été observé chez 65 espèces de 14 genres, non seulement dans le règne végétal mais également chez certains animaux.

## Utilisations en recherche
Il a été démontré en 2015 que le chrysophanol réduisait les taux de cholestérol et de triglycérides chez le poisson zèbre, tout en augmentant la fréquence du péristaltisme. Cela suggère une possible utilisation future pour le traitements des troubles du métabolisme lipidique en milieu clinique.
Il a également le potentiel de stimuler la différenciation des ostéoblastes. ainsi que de ralentir la néphropathie diabétique. En outre, il pourrait également améliorer l’état de patients atteints de fibrose interstitielle rénale.

## Utilisations thérapeutiques potentielles
Le chrysophanol peut agir comme médicament antinéoplasique. Cela a été démontré dans plusieurs organismes. Il a aussi été rapporté que le chrysophanol provoque la type nécrose de certaines cellules cancéreuses rénales humaines.

## Occurrences
Le chrysophanol est produit naturellement par diverses espèces végétales. La plus grande source dans l'alimentation humaine est la rhubarbe.

## Interactions médicamenteuses
Il a été démontré que le chrysophanol peut être co-administré avec l'atorvastatine pour abaisser le taux de cholestérol.

## Toxicité
Les anthraquinones, dont les dérivés du chrysophanol, se sont révélées hépatotoxiques. Elles peuvent provoquer l’apoptose des cellules hépatiques humaines normales. Il a également été démontré que les dérivés du chrysophanol, tels que le chrysophanol-8-o-glucoside, possèdent des propriétés anticoagulantes et antiplaquettaires. Les dérivés ont également le potentiel de provoquer une phosphorylation oxydative anormale qui peut entraîner une diminution du potentiel de la membrane mitochondriale, ainsi qu'une augmentation de l'abondance des espèces réactives de l'oxygène, et finalement conduire à des dommages mitochondriaux et à une éventuelle apoptose.
Il existe également des preuves que le chrysophanol pourrait endommager l’ADN. Cela a été démontré chez deux souches de Salmonella (souches TA 2637 et 1537). Il est également important de noter que lors du traitement des cellules cancéreuses du foie, le traitement se fait d'une manière qui induit une mort cellulaire de type nécrose. La nécrose endommage l’environnement cellulaire, ce qui signifie que même si elle peut traiter des problèmes potentiels, elle peut également endommager les tissus environnants.